# Martin Klein (conduttore radiofonico)
Martin Klein (Desenzano del Garda, 8 aprile 1970) è un vocalist, speaker e personaggio radiofonico italiano.

## Biografia
Muove i primi passi nel mondo della radiofonia nel 1987, lavorando a Radio Studio Più, nella quale conduce diversi programmi tra cui La Carovana di Radio Studio Più in coppia con il suo Socio Paolino.
Nel 2012 insieme a Paolino approda a Radio 105, dove conduce prima nel weekend, poi nel Night Express, zoo di 105 e infine dal 2020 al 2024 il programma 13 PM in onda tutti i giorni dal lunedì al venerdì dalle 13:00 alle 14.:00 Da Giugno inoltre conduce "13 PM Fuori orario", il sabato dalle 12:00 alle 14:00. 
Dal 7 ottobre 2024 conduce La Carovana di 105, da lunedì a venerdì dalle 18:00 alle 20:00.